# Observatório de raios-X Chandra
O Observatório de raios-X Chandra é um telescópio espacial lançado pela NASA e gerenciado pelo Laboratório de Jato-Propulsão. Foi lançado em 23 de julho de 1999, pela missão STS-93 do ônibus espacial Columbia.
O Observatório Chandra é a terceira missão da NASA pertencente aos Grandes Observatórios Espaciais (Great Observatories Program), consistindo numa família de quatro observatórios orbitais, cada um deles observando o universo em um comprimento de onda diferente: luz visível, raios gama, raios-X e infravermelho. O primeiro foi o Telescópio Espacial Hubble e o segundo foi o Observatório de raios Gama Compton. O telescópio espacial Spitzer é a última missão desse programa espacial.
Chandra pode observar o céu em raios-X com uma resolução angular de 0,5 segundos de arco, mil vezes mais acurado do que o primeiro telescópio orbital de raios-X.

## Nome do telescópio
O telescópio de raio-X recebeu o nome de Observatório de Raio-X Chandra, em homenagem ao falecido ganhador do Prêmio Nobel, o indiano-americano Subrahmanyan Chandrasekhar (pronuncia-se: su/bra/mon'/yon chandra/say/kar).
O termo Chandra significa, em sânscrito, lua ou luminoso; para resto do mundo, o seu nome passou a ser amplamente relacionado ao mais famoso astrofísico do século XX.
Chandra imigrou da Índia aos Estados Unidos em 1937, onde se juntou a faculdade da University of Chicago, posição que manteve até a sua morte. Ele e a esposa tornaram-se cidadãos americanos em 1953.

## A nave espacial Chandra
A nave espacial é um sistema que fornece suporte a toda a estrutura e condições necessárias para o que telescópio e os instrumentos científicos funcionem apropriadamente.
Os empuxadores fornecem meios de dar movimento ao observatório. Chandra dispõe de dois empuxadores, um para a propulsão e outro para o ajuste de momento (torque).
Os empuxadores de propulsão foram usados logos após o lançamento do telescópio para auxiliar a situá-lo em sua órbita prevista, que foi uma órbita elíptica de alta altitude.
Os empuxadores de momento destinam-se a serem utilizados periodicamente para aplicar torques no Chandra. Embora sejam torques fracos, eles vão se acumulando nas suas rodas de reação, que são utilizadas para o controle de altitude do Chandra.
Para controlar a temperatura dos componentes críticos, o sistema de controle térmico do telescópio consiste em um radiador de resfriamento, isoladores, condensadores e termostatos. Isto é particularmente importante para que a temperatura junto aos espelhos de raio-X seja bem controlada, a fim de manter o foco destes espelhos.
As temperaturas de várias partes da nave especial são continuamente monitoradas e seus valores passados ao controle da missão.
A energia elétrica de Chandra provém de seus painéis solares. Esta energia é armazenada em três conjuntos de baterias e é distribuída de forma cuidadosa, a fim de manter todo o observatório energizado.
Os painéis solares geram aproximadamente dois kilowatt de energia para todo o conjunto.
Localizado na parte dianteira da nave espacial, onde a radiação de raio-X entra no telescópio, a porta do pára-sol é um dos elementos mais básico e um dos mais importantes do sistema que compõe a nave espacial. A porta do pára-sol permaneceu fechada durante toda a etapa de lançamento e de posicionamento do telescópio.
Quando aberta, ela sombreia a entrada do telescópio, e desta forma permite apontar o telescópio em direção ao Sol, com uma inclinação perto de 45 graus.
O controle do direcionamento do telescópio apóia-se em vários sistemas: como os giroscópios, câmeras, sensores para ver a posição da Terra e do Sol e as rodas de reação, que auxiliam a monitorar e a controlar com muita exatidão para que direção o telescópio está apontando em dado momento. Seria como observar, a olho nu, a cabeça de um alfinete situado a uma distancia de um quilômetro, tudo isso com uma precisão de três milímetros.
Este sistema pode também pôr o observatório em vários níveis de estado inativo, como em situação de alerta, que é mais conhecido como um modo de segurança, para operações em casos de emergências.
As comunicações, os controles e o sistema de gerenciamento de dados são o centro nervoso do Observatório. Corretamente mantém a nave espacial em sua órbita, monitora todos os sensores da nave espacial, recebe e processa os comandos provenientes do controle da missão da Terra, para as operações do observatório, armazena e processa todos os dados recolhidos para que possam ser transmitidos à Terra.
Chandra tem duas antenas de baixo ganho e qualquer uma pode ser usada para estabelecer uma comunicação nos dois sentidos com o Centro de Controle de Operação do Chandra (Operations Control Center (OCC)).  Todos os comandos da Terra e do Chandra, bem como os dados de telemetria, são enviados e recebidos pelas três estações terrestres da NASA, que constituem a Rede de Espaço Profundo (Deep Space Network).  Tipicamente essas comunicações ocorrem uma vez cada oito horas.
Os dados são transmitidos das estações da rede do espaço profundo ao Laboratório de Jato-propulsão da Califórnia - JPL e de lá para o Centro de Controle das Operações do Telescópio (Control Center at the Chandra X-ray Center (CXC)), na cidade de Cambridge, da área de Massachusetts. Os dados são processados e disponibilizados aos cientistas, e eventualmente alguns dados e estudos são publicados.

## O telescópio
O sistema do telescópio de Chandra consiste em quatro pares dos espelhos e da sua estrutura da sustentação.
Um telescópio de raio-X é muito diferente do telescópio óptico comum, por causa da alta energia que os fótons de raio-X carregam. Estes fótons penetram no espelho, e por causa da inclinação do espelho em relação aos fótons, os fótons ricochetear quando impactarem contra o espelho. Os espelhos ficam bastante inclinados, e desta forma os raio-X ricocheteiam para fora dos espelhos.
Os espelhos apresentam uma disposição bastante estranha, pois permanecem quase que paralelos aos raios-X que chegam do espaço.
Olhando para esses espelhos, eles mais se parecem como um grupo de tambores de vidro, uns dentro de outros, do que a forma familiar de prato de um telescópio óptico comum.
Imagine se se pudesse fazer com que a superfície da Terra fosse extremamente lisa a ponto de que a montanha mais elevada tivesse menos de dois metros de altura. Em uma escala muito menor, os cientistas e os engenheiros da Raytheon Optical Systems da cidade de Danbury, do estado de Connecticut, realizaram um feito semelhante quando lixaram e poliram os quatro pares de espelhos do telescópio Chandra, deixando o mesmo com uma rugosidade equivalente ao tamanho de alguns átomos.
E ainda, os cientistas e engenheiros da Optical Coating Laboratories, Inc, da cidade de Santa Rosa no estado da Califórnia, também superaram todas as expectativas. Depois que os espelhos foram transportados com todo o cuidado para Califórnia através de um caminhão especial com um sistema especial de suspensão a ar, os espelhos foram cuidadosamente limpos, serviço equivalente a deixar apenas um grão de poeira em uma área o tamanho de uma tela de computador. No final eles foram revestidos com um metal raro altamente reflexivo, o irídio.
O processo bem sucedido de lixar e polir estes espelhos constituiu-se em um fato histórico. São os espelhos mais lisos e mais limpos até hoje construídos.
Os espelhos foram movidos outra vez através dos Estados Unidos, com o mesmo caminhão, agora em direção a Eastman Kodak Company da cidade de Rochester estado de New York, onde foi montada a sua estrutura da sustentação, chamada de conjunto de alta resolução do espelho e tudo isso foi alinhado com uma incrível precisão.
O alinhamento dos espelhos de uma extremidade do conjunto do espelho a outra, que media 2,7 metros, eram exatos 1,3 micrômetros ou o tamanho aproximadamente um quinquagésimo da largura de um cabelo humano.
A conclusão dos serviços de montagem do conjunto de alta resolução do espelho na Eastman Kodak foi bem sucedida terminando em setembro de 1996. Esta foi uma das principais realizações na construção do telescópio Chandra.
Em novembro de 1996, o sistema do telescópio foi posto a bordo de um avião do transporte das forças armadas norte-americanas, uma aeronave C5, voado de Huntsville, no estado do Alabama e entregue ao Marshall Space Flight Center.
Lá o conjunto do telescópio e de seus os instrumentos científicos foram submetidos a milhares de testes individuais de raio-X, em uma edificação especialmente construída para a sua calibração, pela equipe do Marshall Space Flight Center.
Os testes, que foram terminados em maio de 1997, mostraram que Chandra poderia produzir imagens do raio-X 25 mais acuradas que os telescópios anteriores de raio-X. A definição do telescópio é equivalente a poder ler um texto de um jornal situado à metade de uma milha de distância ou seja, a 805 metros de distância.
Depois que o telescópio foi calibrado, ele foi transportado para Redondo Beach, na Califórnia. Lá, os sistemas, os instrumentos e a nave espacial do telescópio foram unidos e testados para sua permanência em ambiente espacial. Finalmente, em 1999, todo o observatório foi levado via aérea à Estação da Força Aérea de Cabo Canaveral e colocado no Ônibus Espacial, para a sua viagem final rumo ao espaço.

## Resultados
A imagem da esquerda é como o telescópio Chandra vê a nuvem de destroços e de poeira aquecida de milhões de graus Celsius, dispersa pela explosão da supernova de nome DEM L71. Na imagem da direita, é a mesma explosão, porém vista a partir de um telescópio óptico, que apenas registra a onda frontal da explosão desta supernova.
Em 2018, usando Chandra, uma equipe de cientistas pode ter descoberto o que causou o mais recente evento de escurecimento da estrela RW Aur A: uma colisão de dois corpos planetários infantis, incluindo pelo menos um objeto grande o suficiente para ser um planeta. À medida que os detritos planetários resultantes caíssem na estrela, geraria um véu espesso de poeira e gás, obscurecendo temporariamente a luz da estrela.